# 2-クロロ-9,10-ビス(フェニルエチニル)アントラセン
2-クロロ-9,10-ビス(フェニルエチニル)アントラセン（2-Chloro-9,10-bis(phenylethynyl)anthracene）は、サイリュームに使われる蛍光色素分子の一つ。これを使ったサイリュームは約12時間やや激しい緑色の蛍光を放つ。